# Joaquín Lizano Gutiérrez
Joaquín de Jesús Lizano Gutiérrez (Heredia, 1 de enero de 1829-Ibidem, 28 de mayo de 1901) fue un empresario y político costarricense, que se desempeñó como Ministro de Hacienda y Comercio, Ministro de Gobernación, Policía y Fomento y Primer Designado a la Presidencia de ese país; en esta última calidad, desempeñó la presidencia de ese país de manera interina en 1875.

## Biografía
Nació en Heredia, a principios del siglo XIX, hijo de José Dámaso Lizano Avendaño y de Dámasa Gutiérrez Flores.
Primero fue nombrado sacristán de la iglesia de Esparza, para después trabajar como maestro de escuela en un pueblo de Guanacaste. Inició su carrera política cuando fue nombrado como Secretario de Administración de esa provincia.
Fue regidor de Puntarenas en 1858. Durante el gobierno de José María Castro Madriz, fue nombrado como Gobernador de Heredia en 1867. En 1870 se unió al movimiento revolucionario contra el presidente Jesús Jiménez Zamora; derrocado el gobierno de Jiménez, fue nombrado como Secretario de Estado por el presidente provisional Bruno Carranza. En agosto del mismo año, se disputó con Tomás Guardia Gutiérrez la elección a Presidente de la República en la Convención Nacional, ganando Guardia por una escasa diferencia de dos votos.
Tras perder contra Guardia, este lo nombró Ministro de Hacienda y Designado a la Presidencia; en este cargo, fue llamado a desempeñar la presidencia del país de manera interina en 1875. En 1876 fue elegido Consejero de Estado por Heredia. A la muerte de Guardia, se le ofreció la presidencia, pero la rechazó, siendo nombrado en su lugar su hermano, Saturnino Lizano Gutiérrez. Durante el gobierno de José Rodríguez Zeledón se desempeñó como Ministro de Gobernación, Policía y Fomento. Fue diputado y senador en los períodos 1860-1862, 1862-1863, 1866-1868, y en 1890-1892 y 1894-1895, en la cuarta Asamblea Constituyente de Costa Rica de 1859; en la Asamblea Constituyente de 1869 y en la Asamblea Constituyente de 1880.
En 1859 se casó con Matilde Ulloa Solares, hija del político José Nicolás Ulloa Soto.